# August Hoppenstedt
August Ludwig Wilhelm Hoppenstedt (* 1. Februar 1812 in Hannover; † 14. Oktober 1873 in Peine) war ein deutscher Verwaltungsjurist und Politiker.

## Leben
Hoppenstedt war Sohn des Geheimen Kabinettsrats und späteren Stadtdirektors von Hannover Georg Ernst Friedrich Hoppenstedt. Die Familie Hoppenstedt gehörte im ausgehenden 18. und im 19. Jahrhundert zu den sogenannten Hübschen Familien. Er besuchte die Klosterschule Ilfeld und studierte ab 1830 Rechtswissenschaften an der Universität Göttingen, wo er 1831 Mitglied des Corps Hannovera Göttingen wurde. Er trat in den Verwaltungsdienst des Königreichs Hannover ein und wurde 1836 Auditor in der Landdrostei Lüneburg. Ab 1837 durchlief er als Amtsassessor verschiedene Stationen in Fallingbostel, Langenhagen, Hildesheim und Hannover, wo er 1847 Ministerialreferent im Innenministerium und 1857 Regierungsrat wurde. Von 1857 bis 1864 wirkte Hoppenstedt als Regierungsrat in Burgwedel, danach in Peine, wo er von 1870 bis 1873 preußischer Amtshauptmann im Amt Peine war. Hoppenstedt war bis zur Annexion des Königreichs Hannover durch Preußen 1866 Mitglied des Hannoverschen Staatsrats. Er war verheiratet und hatte einen Sohn und eine Tochter.